# Leila Shenna
Leila Shenna (en árabe: ليلى شنّا‎; nacida en Marruecos) es una actriz de cine y televisión activa en la década de 1970.
En países de habla inglesa es recordada por su participación en la película de la saga del agente británico James Bond Moonraker de 1979. Sin embargo, también protagonizó las películas Ramparts of Clay en 1968, dirigida por Jean-Louis Bertucelli, la ganadora de una Palma de Oro en 1975 Chronique des années de braise dirigida por Mohammed Lakhdar-Hamina, al igual que en la película argelina Vent de sable, también dirigida por Lakhdar-Hamina.
Es prima de Malika Ufqir, escritora de Stolen Lives: Twenty Years In A Desert Jail, memorias del atentado de asesinato en 1972 al Rey de Marruecos por su padre (y tío de Leila), el General Mohammed Ufqir.

## Filmografía
- Win to Live (1968)
- Ramparts of Clay (1970)
- Sex-Power (1970)
- Décembre (1973)
- Chronicle of the Years of Fire (1975)
- El chergui (1975)
- Château Espérance (1976)
- March or Die (1977)
- Désiré Lafarge (1977)
- Moonraker (1979)
- Sandstorm (1982)